# Fatschenbrunn
Fatschenbrunn ist ein Gemeindeteil der Gemeinde Oberaurach im unterfränkischen Landkreis Haßberge in Bayern.

## Lage
Das Kirchdorf liegt im Steigerwald auf 402 Meter Höhe und ist vom Markertsgrüner Forst umgeben. Die nächste größere Ortschaft ist das knapp acht Kilometer entfernte Eltmann.

## Geschichte
Bereits zur Jungsteinzeit vor etwa 4000 Jahren lebten Menschen in der Gegend um Fatschenbrunn. Davon zeugt ein Lochhammer, den der Landwirt Albin Moser beim Pflügen im Flurstück Lange Mauer fand und der im Museum Schloss Oberschwappach (nicht das Heimatmuseum im Schloss Oberschwappach) zu sehen ist.
Das Leben der bäuerlichen Bevölkerung war lange Zeit von Armut geprägt. Noch im Jahr 1966 lautete eine Schlagzeile: „Das Elend von Fatschenbrunn, des ärmsten Dorfes im Steigerwald“. Das kam auch in einer Liedstrophe zum Ausdruck:

„Markertsgrün auf einem Pfad / sieht man schon die Hohe Wart / Schaut man sich ein wenig um / ist man schon in Fatschenbrunn / In Fatschenbrunn ist net gut wohna / gibt’s die Woch’n sechsmal Bohna / sechsmal Bohna und ka Flasch / Fatschenbrunn is al lumperts Nast“

Über Jahrhunderte waren die Fatschenbrunner auf die Fertigung von Dörrobst spezialisiert. Sie nutzten den Obstreichtum der Gegend für ein Zubrot: Vor allem die mittelgroßen Schmähbirnen wurden von September bis November in Därröfen zu Hutzeln verarbeitet. Auch gegenwärtig dörren noch einige Familien Obst.
Die ehemals selbstständige Gemeinde Fatschenbrunn schloss sich am 1. Mai 1978 mit weiteren umliegenden Gemeinden zur neu geschaffenen Gemeinde Oberaurach zusammen.
2013 erreichte Fatschenbrunn beim Wettbewerb Unser Dorf hat Zukunft den ersten Platz.

## Wirtschaft
Für Fatschenbrunn spielt der Tourismus eine wichtige Rolle. Es gibt einen Gasthof und eine Weinstube. Der Ort wird unter anderem von Lauf-, Rad- und Pferdesportlern frequentiert. Es finden Reitturniere statt. Im Winter wird der Dorfweiher von Schlittschuhläufern und Eishockeyspielern genutzt.

## Verkehr
Fatschenbrunn liegt an den Kreisstraßen HAS 26 und HAS 31. Über letztere ist der Ort an die Staatsstraße 2258 angebunden.

### Baudenkmäler
In der Liste der Baudenkmäler in Oberaurach sind für Fatschenbrunn sechs Baudenkmale aufgeführt, darunter: 
- Bei der um 1750 errichteten katholischen Filialkirche St. Michael mit der Adresse  Rieneckstraße 5  handelt sich um eine Saalkirche mit Querhaus, Walmdach und Dachreiter. Sie steht unter Denkmalschutz.[5]